# Безлущенко Сергій Іванович
Сергій Іванович Безлущенко — генерал-майор Збройних сил України. Учасник миротворчих місій України, зокрема в Іраку.

## Життєпис
Влітку 2003 року очолив 5-ту механізовану бригаду, яка мала виконувати завдання в Іраку. У серпні 2003 року зустрівся із керівництвом провінції Васіт і виступив на місцевому телебаченні, пояснивши, що український контингент буде займатися підтримкою громадського порядку і спокою у регіоні. У жовтні 2003 року зустрівся з командним складом майбутнього іракського прикордонного загону, який мають навчати українські військовики в Іраку.
Станом на серпень 2006 року перебував у Косово, був начальником Центру поточних операцій Головного командного центру ЗСУ, очолював оперативну групу Міністерства оборони України на період ротації «УкрПолбату».

## Нагороди
За зразкове виконання військового обов'язку, досягнення високих показників у бойовій і професійній підготовці, відзначений:
- медаллю «За бездоганну службу» III ступеня (1998)[6]

### Інтерв'ю
- Андрій Лисенко, Сергій БЕЗЛУЩЕНКО: «Тут, в Іраку, ми багато чого робили вперше» [Архівовано 3 січня 2019 у Wayback Machine.] // День, 25 лютого 2004